# ホンダ・CR
CR（シーアール）は、かつて本田技研工業が製造販売していたモトクロス競技用オートバイであり、シリーズ車種として排気量別に数車種が生産されていた。

## モデル一覧

### MX3（旧500cc）クラス用

#### CR500R
CR500Rは、1983年に発売されたモトクロス競技用車両である。モトクロス世界選手権やAMAモトクロスの500ccクラスを対象としたモデルであるが、未舗装路で扱うには相当のテクニックを必要とし世界的にも販売台数が見込めないために同年式のCR250Rのコンポーネントを大幅に流用している。
1985年からエンジンは水冷となり、基本的にCR250R（後述）の腰上（シリンダーブロックより上）とピストンストロークの拡大に伴うクランクシャフトの変更で排気量の拡大を図ったモデルである。
年度によって変更箇所の大小はあるものの、毎年同年式のCR250Rの変更箇所に即したモデルチェンジを重ねた。ただし、1980年代半ば以降250ccの性能向上により、ほとんどのモトクロスコースで500ccがラップタイムを上回れなくなると最高峰クラスとしての意義を失い、メーカーとしての参加も小規模となり、それに伴い市販モトクロッサーの改良も小幅な物となったのはCR500Rも例外ではない。モトクロス世界選手権でヨーロッパの小規模メーカー振興のためにFIMが4ストロークに対しては650ccまでの排気量を認めると1993年にハスクバーナがメークスタイトルを獲得。また、同年にAMAモトクロスで500ccクラスが廃止されるとその傾向は更に顕著になった。
1989年以降はCR250Rに対して設計変更を伴うような部品はなくなり、1991年以降はCR250Rと互換性のあるフロントフォークおよびフロントブレーキの変更、1995年以降は車両そのものに変更は加えられず、グラフィック変更のみとなる。
2001年をもって製造を終了した。日本国内では正規販売されていない。

#### CR480R
CR480Rは、1981年-1982年に発売されたモトクロス競技用車両である。モトクロス世界選手権やAMAモトクロスの500ccクラスを対象としたモデルであるが、未舗装路で扱うには相当のテクニックを必要とし、世界的にも販売台数が見込めないために同年式のCR250Rのコンポーネントを大幅に流用していた。
ただし、エンジンが空冷であるためラジエーターなどの冷却水に関する部品が無く、それに伴いラジエーターシュラウドが無いことから燃料タンク形状もCR250Rとは異なる。
生産終了翌年より後継機種CR500Rへと引き継がれた。日本国内では正規販売されていない。

#### CR450R Elsinore
CR450R Elsinoreは、1980年に発売されたモトクロス競技用車両である。モトクロス世界選手権やAMAモトクロスの500ccクラスを対象としたモデルであるが、未舗装路で扱うには相当のテクニックを必要とし、世界的にも販売台数が見込めないために同年式のCR250Rのコンポーネントを大幅に流用していた。
ただし、エンジンが空冷であるためラジエーターなどの冷却水に関する部品が無く、それに伴いラヂエーターシュラウドが無いことから燃料タンク形状もCR250Rとは異なる。
翌年より後継機種CR480Rへと引き継がれた。日本国内では正規販売されていない。

### MX1（旧250cc）クラス用

#### CR250M
CR250Mは、1972年に発売されたモトクロス競技用車両である。なお、正式にはエルシノア CR250Mとサブネームが付与される。
ホンダとしては、1947年発売のA型から1949年発売のC型までの会社の黎明期を除けば初の2ストロークエンジン搭載車であり、当時としては驚異的な33馬力のパワーを誇った。
- 詳細はホンダ・エルシノアも参照のこと。

#### CR250R

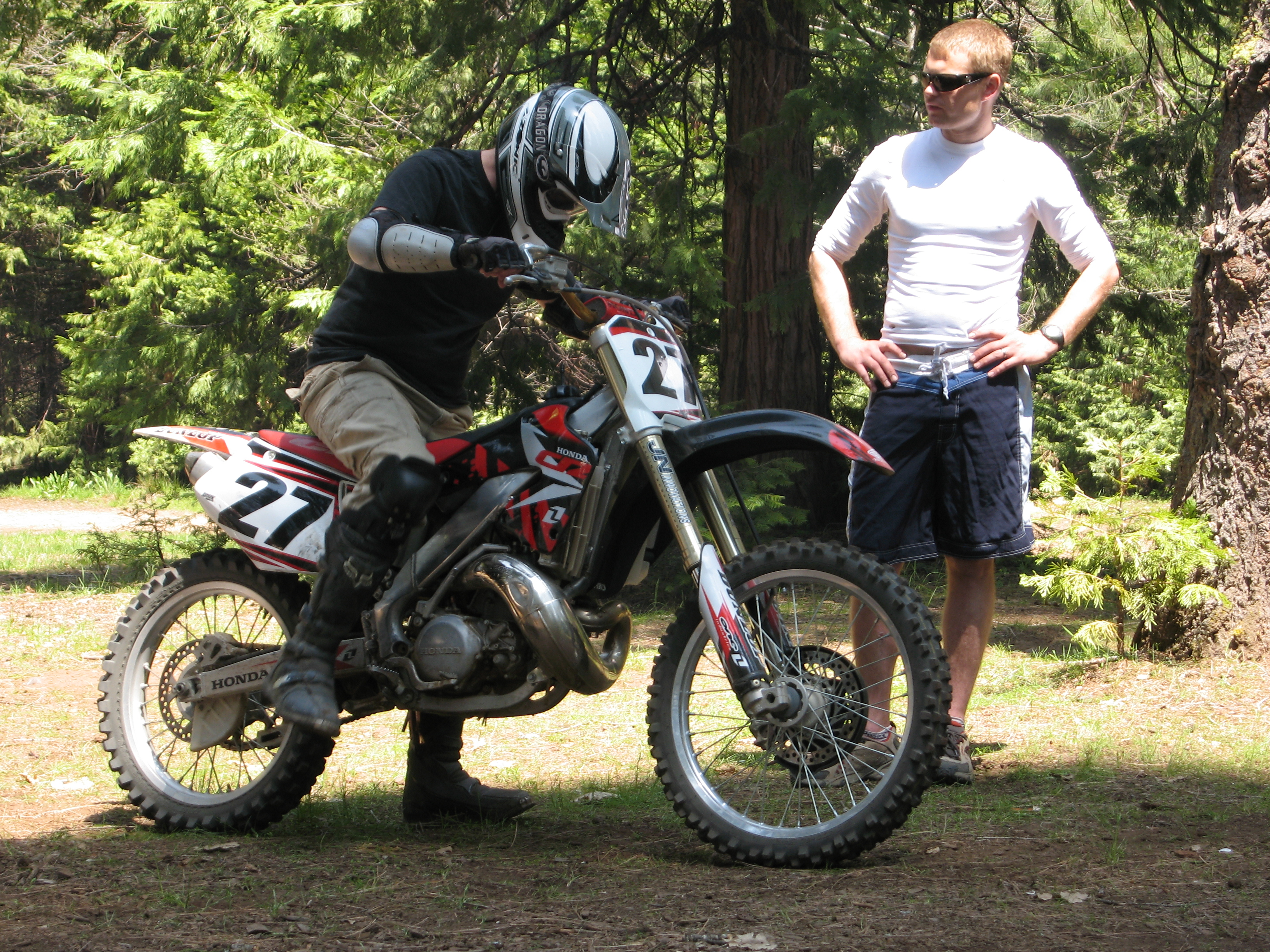
ホンダ・CR250R

CR250Rは、1977年に発売されたCR250Mの後継にあたるモトクロス競技用車両である。翌1978年を除き年度によって変更箇所の大小はあるものの、毎年モデルチェンジを重ねたが競技用車両といえども年々厳しくなる環境対策への対応から2004年発売のいわゆる2005年型で2001年より並行して販売されている4ストロークエンジン搭載のホンダ・CRF 450Rに後継の座を譲り、新規開発は終了した。
国内ではこれをもって新車の販売も終了となったが海外では地域によっては従来型が継続販売されている。

### MX2（旧125cc）クラス用

#### CR125R

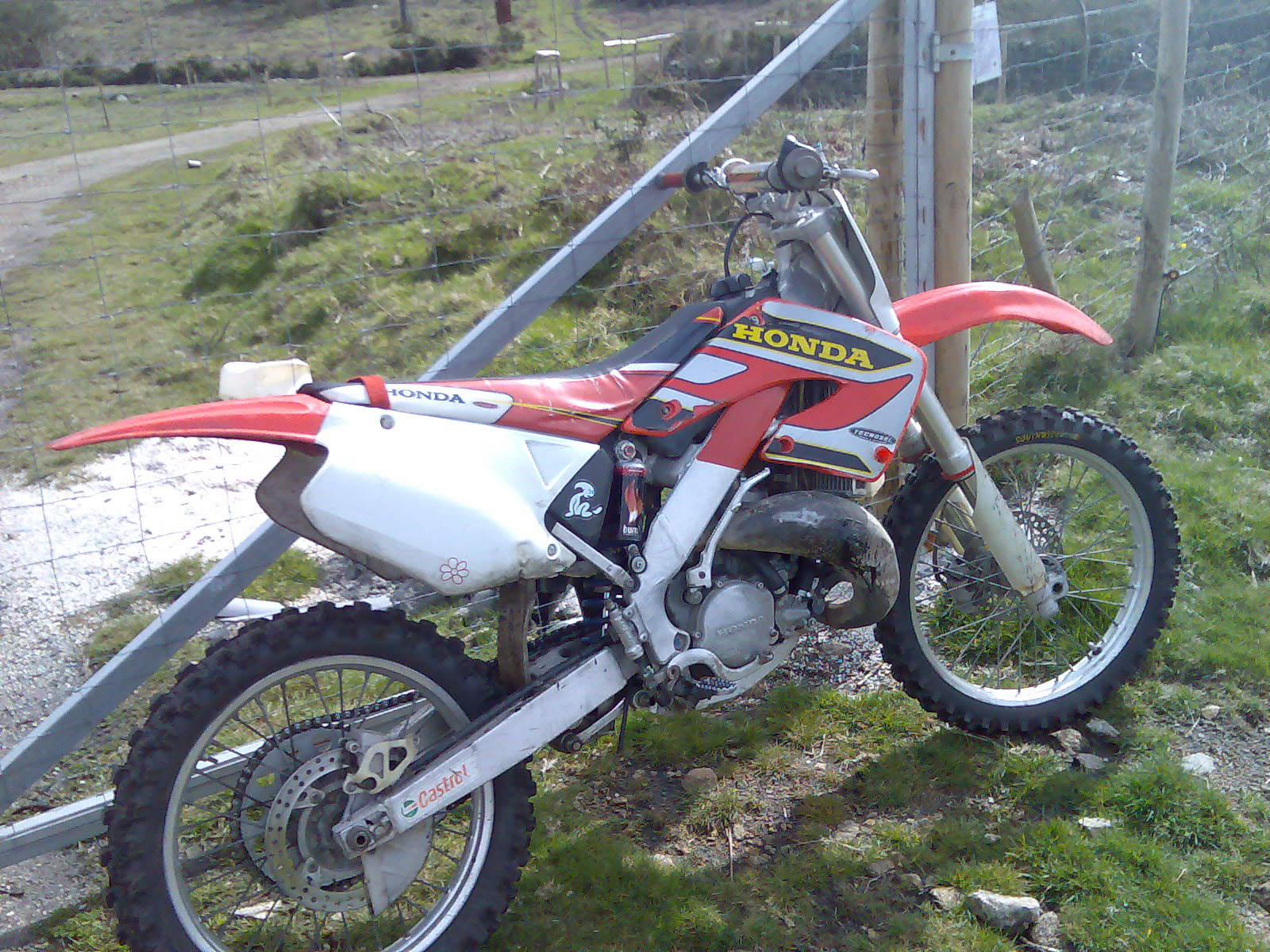
CR125（2001年式）

CR125Rは、1978年に発売されたモトクロス競技用車両である。年度によって変更箇所の大小はあるものの、毎年モデルチェンジを重ねたが競技用車両といえども年々厳しくなる環境対策への対応から2004年発売のいわゆる2005年型で、2003年より並行して販売されている4ストロークエンジン搭載のホンダ・CRF250Rに後継の座を譲り、新規開発は終了した。
国内ではこれをもって新車の販売も終了となったが、海外では地域によっては従来型が継続販売されている。
また、ロードレース125ccクラスで使われていたホンダ・RS125Rは94年まで使われていたNF4までは当車のクランクケースから派生している。

### 85cc（旧80cc）クラス用

#### CR85R / R2 / RII
CR85Rは、2002年に発売された子供（小学校高学年程度）向けモトクロス競技用車両である。従来より発売されていた子供向けモトクロス競技用車両CR80R（後述）のシリンダーボアを0.5mm拡大し、排気量を84.7ccに上げた物である。
毎年のグラフィック変更と数年置きのモデルチェンジを重ね現在も発売中であるが、競技用車両といえども年々厳しくなる環境対策への対応から2006年より並行して販売されている4ストロークエンジン搭載のホンダ・CRF150R・RIIに後継の座を譲る方針ではないかと思われる。
R2・RIIはFホイールの大型化（F19インチ、R16インチ）とそれに伴うスイングアームの延長の結果リアホイールトラベル量の増加などの改良が施されている。しかし、車体自体は基本的にRと同じであり、通常の成人用モデルというよりは小柄な人や女性向け、または中学生程度の体格の子供がフルサイズモデルに乗るまでの繋ぎといえる。
ちなみに2002年-2004年に発売された型がR2であり、2005年以降がRIIである。

#### CR80R / R2 / RII
CR80Rは、1979年に発売された子供（小学校高学年程度）向けモトクロス競技用車両である。毎年のグラフィック変更と数年置きのモデルチェンジを重ね、2001年まで発売された。
R2・RIIはFホイールの大型化（F19インチ、R16インチ）とそれに伴うスイングアームの延長の結果リアホイールトラベル量の増加などの改良が施されている。しかし、車体自体は基本的にRと同じであり、通常の成人用モデルというよりは小柄な人や女性向け、または中学生程度の体格の子供がフルサイズモデルに乗るまでの繋ぎといえる。
ちなみに、1984年発売の型がRIIであり、暫くのブランクの後1995年以降発売された物がR2である。

#### CR60R
CR60Rは、1982年に発売された子供（小学校低学年程度）向けモトクロス競技用車両である。毎年のグラフィック変更と小変更を重ね、1985年まで発売された。
60ccを上限排気量とする公式戦は無いが、レギュレーション上は80ccクラスに参加ができた。
本格的な競技車両というよりはオートマチックやロータリーミッションの幼児用レジャーバイクから80ccのモトクロッサーへ乗り換えるまでの繋ぎ的な用途の車種である。
日本国内では正規販売されていない。

### その他

#### CR50R
CR50Rは、1982年に発売された子供（小学校低学年程度）向けモトクロス競技用車両である。毎年のグラフィック変更と小変更を重ね、1985年まで発売された。
50ccでの公式戦は無いので、本格的な競技車両というよりはオートマチックやロータリーミッションの幼児用レジャーバイクから80ccのモトクロッサーへ乗り換えるまでの繋ぎ的な用途の車種である。
日本国内では正規販売されていない。